# ハサナル・ボルキア
ハジ・ハサナル・ボルキア・ムイザディン・ワッダラー（マレー語: Haji Hassanal Bolkiah Mu'izzaddin Waddaulah、1946年7月15日 - ）は、ブルネイ国王（スルターン）。第29代に当たる。日本では「ハサナル・ボルキア国王」の呼称が主に用いられる。首相・国防相・蔵相・外相を兼任し、ブルネイの国体下において、事実上の絶対君主と言える強大な権限を有している
。
ブルネイで発行されている複数のブルネイ・ドル紙幣に肖像が使用されている。また、世界各国の君主の中でも有数の資産家としても知られ、ギネス・ワールド・レコーズに世界一の富豪として記録されていたこともある。
スルターン在位期間は57年間にも及び現在の世界の君主の中では最長である。

## 略歴
- 1946年 7月15日、当時のイギリス自治領ブルネイで王弟（のち国王）オマール・アリ・サイフディン3世の長男として誕生。
- 1961年 王太子となる。
- 1964年 オマール・アリ・サイフディン・カレッジ入学。
- 1965年 サレハ王妃と成婚。
- 1966年 イギリスのサンドハースト王立陸軍士官学校へ留学。翌年までをイギリスで過ごす。
- 1967年 父王の譲位に伴い帰国。10月5日、第29代スルタンに即位。
- 1968年 8月1日、ラパウにて戴冠式が挙行され[3]、正式に国王となる。
- 1970年 大阪万博視察のため初訪日。以後数回の訪日履歴がある。
- 1974年 2月17日、サレハ王妃との間に後の王太子アルムタデー・ビラ誕生。
- 1981年 マリアム第2王妃と成婚（のち2003年に離婚）。
- 1984年 ブルネイ独立。同時に首相・蔵相・内相を兼任する。
- 1985年4月23日 ブルネイ・ダルサラーム大学設立構想を発表、同年10月28日開学、総長に就任[4]。
- 1986年 首相・国防相を兼任。
- 1997年 蔵相を追加で兼任。
- 2005年 アズリナ・マズハル第2王妃と成婚（のち2010年に離婚）。
- 2012年 インドネシア大統領選に絡んだ振り込め詐欺の被害に遭う。被害額は200億インドネシア・ルピア[5]。
- 2015年 外相を追加で兼任。

## 政策

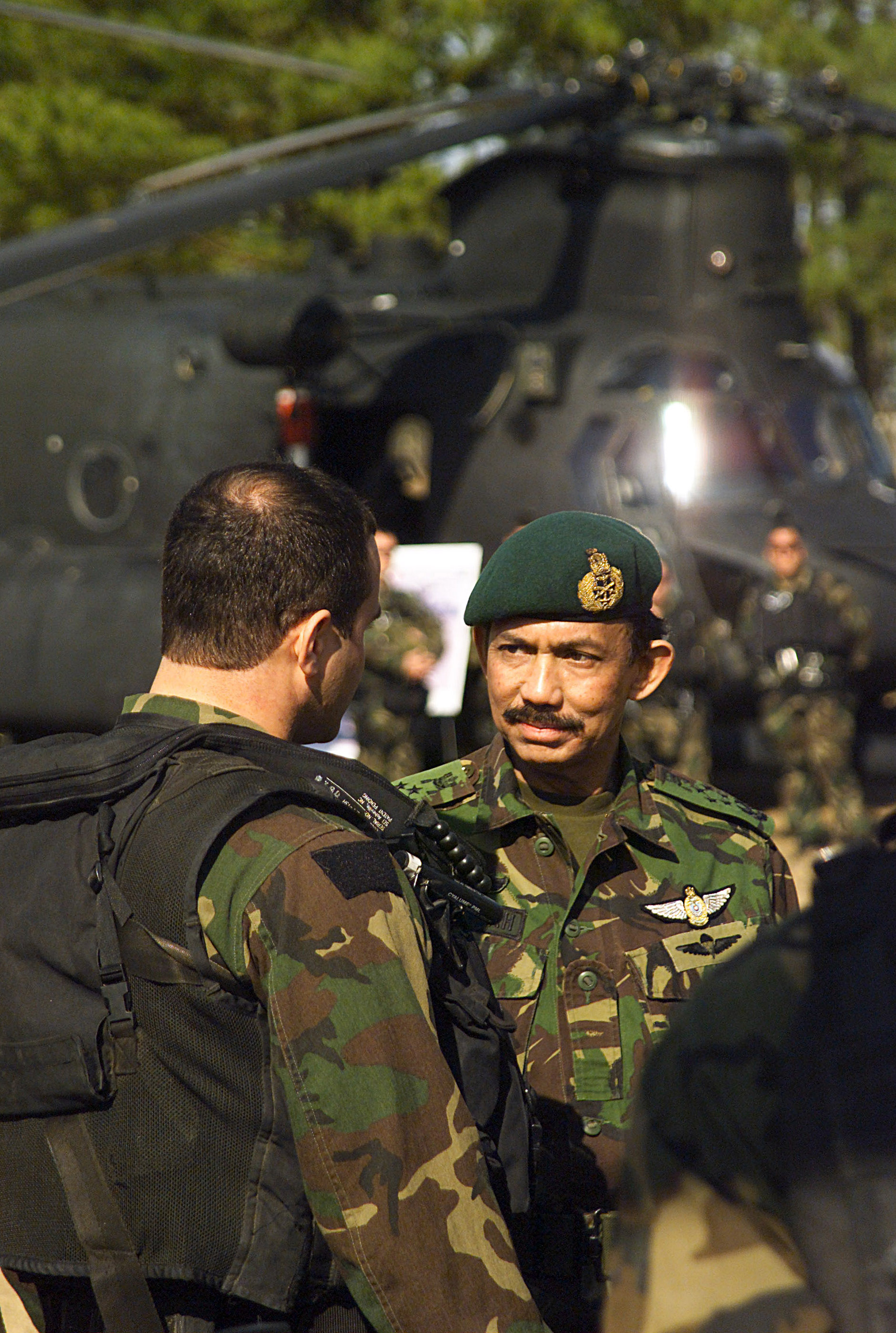
軍を視察中のハサナル・ボルキア国王

ブルネイの政体は形式上立憲君主制を採ってはいるが、立法においては法律の最終制定権を国王に置き、司法においても裁判官の任命権を国王が有する
など、事実上は絶対君主制と言ってよい。ハサナルは独立以来この国王の地位にあり、前述の通り首相・国防相・蔵相をも兼任し絶大な権限を振るっている。
石油・天然ガスの豊富な産出に基づく安定した経済力を背景に、インフラの整備、高福祉政策を実現し、更に公務員の大量雇用によって国民の経済水準を引き上げてきた。また公務以外においても、毎年ラマダーン明けの大祭の際には王宮を開放し、国内外からの数万人に及ぶ参列者一人一人と握手を交わす
など、国民との融和に努めている。また、訪問者には、手土産に菓子類を渡し、子供にはお小遣いを渡すという。
高い生活水準を享受する国民からの信頼は全般に篤く、毎年7月15日の国王の誕生日には市中に装飾がなされ、国を挙げた祝賀会が催される。現在のところ、国民の参政権は皆無でありながら大規模な民主化運動や反体制運動も発生していない。
ただし近年は将来の資源枯渇に備えた経済の多角化の必要性もあり、徐々に国政を変化させつつある。ハサナルは2004年、独立以来停止していた立法評議会（国会）を再開すると共に、憲法改正によって従来の任命議員に公選議員を加えるものとした（しかし2011年現在も選挙が実施されるには至っていない）。また2005年には大規模な内閣改造で閣僚の刷新を行い、エネルギー大臣職を新設した。

## 家族
3人の王妃との間に5男7女、計12人の子女がある。このうち、サレハ第一王妃との間に生まれた長男アルムタデー・ビラが1998年に王太子に立てられ、2005年からは上級大臣として筆頭閣僚の地位にある。また、実弟のモハメッド・ボルキアも1984年の独立以来外相（2005年の内閣改造以降は外務貿易相）として政務を補佐している。
- サレハ第1王妃（1946年10月7日 - 、1965年成婚）
  - ラシーダ王女（1969年7月26日 - ）
  - ムタワキラ王女 （1971年10月12日 - ）
  - アルムタデー・ビラ王太子（1974年2月17日 - ）
  - マジーダ王女（1976年3月16日 - ）
  - ハフィザ王女（1980年3月12日 - ）
  - アブドゥル・マリク王子（1983年6月30日 - ）
- マリアム第2王妃（1956年1月29日 - 、1981年成婚、2003年離婚[12]）
  - アブドゥル・アジム王子（1982年7月29日 - 2020年10月24日）
  - アゼマ王女（1984年9月26日 - ）
  - ファジラ王女（1985年8月23日 - ）
  - アブドゥル・マティーン王子（1991年8月10日 - ）
- アズリナ・マズハル第2王妃（1979年9月23日 - 、2005年成婚、2010年離婚）
  - アブドゥル・ワキール王子（2006年6月1日 - ）
  - アミーラ王女（2008年1月28日 - ）

## 資産

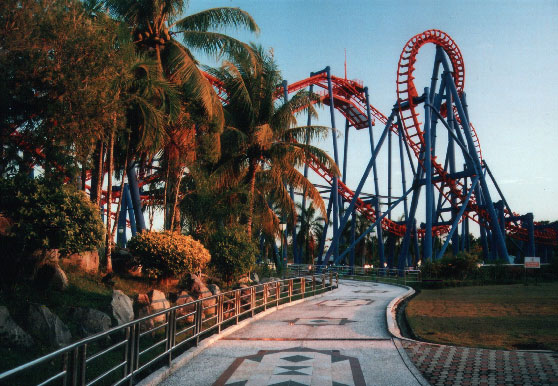
ハサナル・ボルキア国王により建設された遊園地、ジュルドンパーク

ハサナルは、その莫大な個人資産と豪奢な生活振りでも知られる。2008年の米経済誌フォーブスでは、個人資産は200億ドルと見積もられており、これは国家元首としては世界第4位である。王宮の部屋数は1788を数え、趣味のポロに用いる馬が多数飼育されている。また、自身の50歳の誕生日に合わせて東南アジア最大級の遊園地「ジュルドンパーク」
を個人資産から建設して国民に開放し、マイケル・ジャクソンのライブを無料開催するなど、豪遊の話題が非常に多い人物である。
特に彼が熱を上げているのが乗用車の蒐集である。その価値は計50億ドル（約7250億円）で、コレクションの総数は7,000台に上ると言われ、コレクションには以下の車などが含まれる。
- メルセデス・ベンツ 531台
- フェラーリ 450台
- ベントレー 380台
- BMW 185台
- ジャガー 177台
- ポルシェ 160台
- ロールス・ロイス 600台
- ランボルギーニ 20台

これらのコレクションの中には、世界で1台しか存在しないAMGメルセデス・CLK-GTRの右ハンドル車や、28台のみ生産されたランボルギーニ・ディアブロ・イオタなど大変希少なモデルや、ピニンファリーナが製作したフェラーリ・456のシューティングブレーク（456GTベニス）や、非公開のフェラーリ等、彼の発注による独自（ワンオフ）モデルも多数存在する
。これらのカーコレクションは専用に建設された巨大な立体駐車場に収められているという。
また、ボーイング747-400やエアバスA340を始めとする旅客機、ヘリコプターも多数所有している。陸軍士官学校時代の経験を生かし、自ら操縦を行う場合もある。